# Lennart Blomqvist
Lennart Blomqvist, född 30 juli 1879 i Göteborg, död 1954 i Paris, var en svensk konstnär verksam i Frankrike.
Blomqvist var mestadels bosatt i Frankrike och har där deltagit i Parissalongen 1910. Tillsammans med Carl Frisendahl debuterade han i svensk utställning på Gummesons konsthall 1929 och ställde tillsammans med Frisendahl och Hadar Jönzén ut på Galerie Moderne i Stockholm 1935. Hans konst består av parisiska gatu- och utkantsbilder, porträtt, och små genreartade burleska motiv. Blomqvist är representerad vid Nationalmuseum i Stockholm.